# Орел

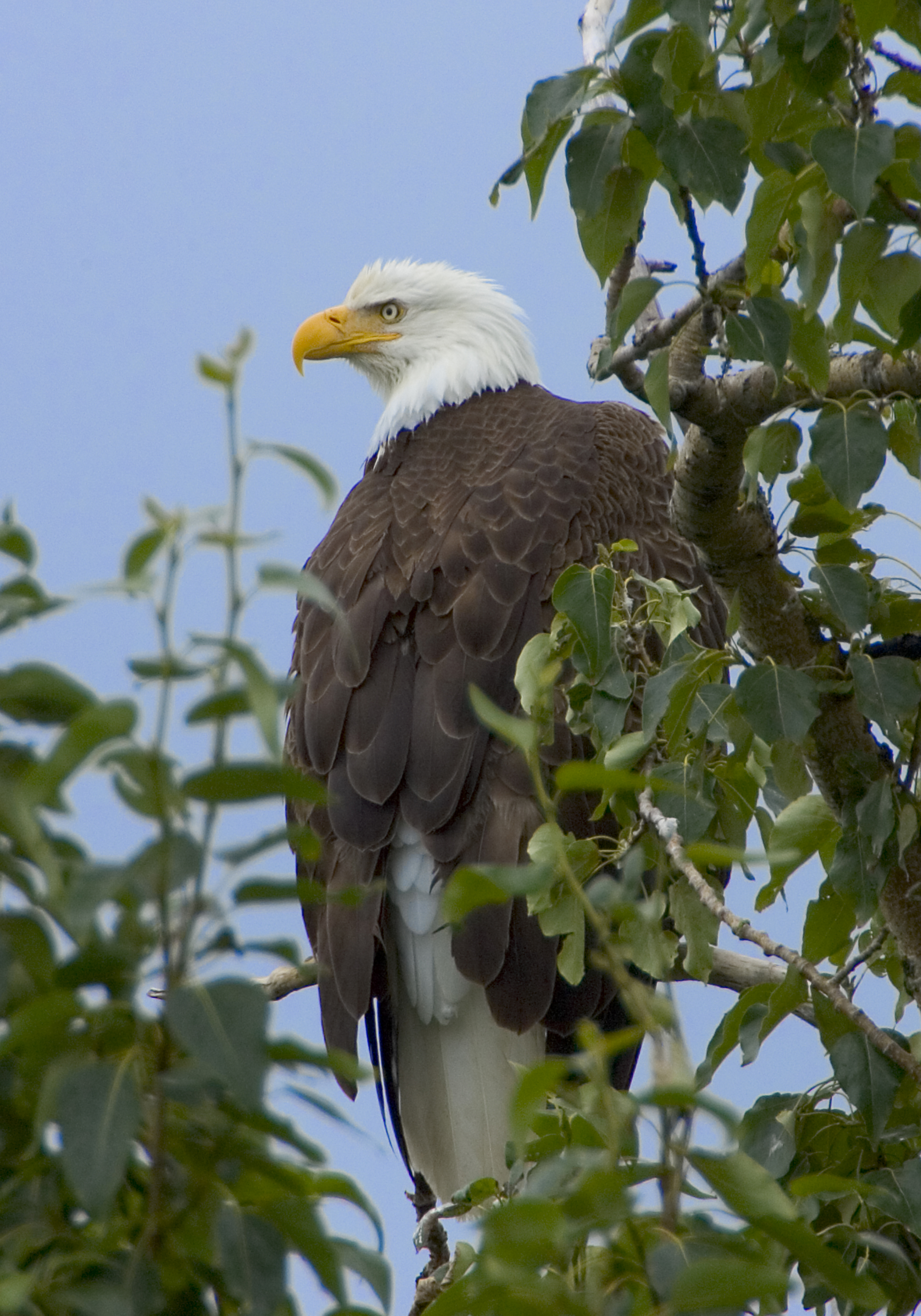
Білоголовий орлан

Орли — позатаксономічна група великих хижих птахів родини яструбових, що переважно мешкають в Євразії і Африці. За межами цих континентів тільки два види орлів мешкають на півночі Мексики та півдні США (білоголовий орлан і беркут), кілька видів в Центральній і Південній Америці і три в Австралії.
В Україні водиться вісім видів орлів, котрі належать до трьох родів — Aquila, Hieraaetus і Haliaeetus:
- Беркут (А. chrysaetos);
- Орел степовий (А. nipalensis);
- Орел-могильник (А. heliaca);
- Підорлик великий (A. clanga);
- Підорлик малий (A. pomarina);
- Орел-карлик (Н. pennatus);
- Орлан-білохвіст (H. albicilla);
- Орлан-довгохвіст (H. leucoryphus).

Усі вони, окрім орлана-довгохвоста, занесені до Червоної книги України. Орлана-довгохвоста раніше спостерігали у східному степу. Проте нині цей птах є в Україні радше рідкісним залітним птахом.
Хижих птахів, зовні схожих на представників родини яструбових, часто також називають орлами. Серед них скопа, яка водиться в Україні.
Всі орли належать до ряду соколоподібних, проте не формують монофілетичної групи і належать до кількох окремих родів.
Орли відрізняються від інших хижих птахів більшим розміром (зокрема мають більшу голову і дзьоб) та могутнішою статурою, поступаючись розміром лише грифам. Навіть найменші орли, як-от орел-карлик (приблизно такого ж розміру, що й звичайний канюк чи червонохвостий сарич), мають відносно довші і ширші крила, та здатні до швидшого польоту.
Подібно до більшості інших хижих птахів, орли мають дуже крупний гачкуватий дзьоб для розривання плоті здобичі, сильні ноги і могутні кігті. Вони також мають надзвичайно гострий зір, що дозволяє їм знаходити здобич на великій відстані. Цей зір орли мають перш за все завдяки надзвичайно великим зіницям, які забезпечують мінімальну дифракцію світла.
Орли будують свої гнізда на високих деревах або на високих кручах. Більшість видів відкладають по два яйця, але старше, більше пташеня часто вбиває свого молодшого брата одразу після вилуплення.
Орли інколи використовуються для соколиного полювання. Вони є дуже популярними персонажами міфів та літературних творів багатьох культур. У Старому Світі, під орлом найчастіше мається на увазі беркут або пов'язані види, поширені у районах з теплим кліматом.

## Класифікація
Згідно з основними таксономічними базами даних, орли не складають монофілетичної групи в межах родини яструбових, тому розглядаються як набір непов'язаних родів, хоча ці дані залишаються суперечними і можуть бути переглянуті. Історично орли виносилися до підродини канюків (Buteoninae, разом з канюками). За пізнішими класифікаціями орлів або відносять до кількох незалежних підродин: справжніх орлів (Aquilinae), гарпій (Harpiinae), морських орлів (Haliaeetinae) та змієїдів (Circaetinae), проте через численні суперечливі питання класифікації, багато джерел, включаючи основні таксономічні бази даних (наприклад, ITIS, NCBI) відкидають поділ на численні підродини, відносячи всі ці роди до підродини яструбових.
Класифікація видів в межах родів також не остаточна, протягом останніх років багато видів були перенесені між родами, а головні роди Aquila і Hieraaetus вважаються немонофілетичними і ймовірно будуть рекласифіковані в майбутньому, з перенесенням деяких видів до родів Lophaetus або Ictinaetus.
- Підродина Орлині (Aquilinae)
  - Рід Орел (Aquila)
  - Рід Орел-карлик (Hieraaetus)
  - Рід Чорний орел (Ictinaetus)
  - Рід Довгочубий орел (Lophaetus)
  - Рід Орел Ісідори (Oroaetus)
  - Рід Орел-боєць (Polemaetus)
  - Рід Орел-чубань (Spizaetus)
  - Рід Строкатий орел (Spizastur)
  - Рід Вінценосний орел (Stephanoaetus)
- Підродина Гарпії або Орли-гарпії (Harpiinae)
  - Рід Гарпія (Harpia)
  - Рід Новогвінейська гарпія (Harpyopsis)
  - Рід Гвіанська гарпія (Morphnus)
  - Рід Філіппінська гарпія (Pithecophaga)
- Підродина Орлани (Haliaeetinae)
  - Рід Орлан (Haliaeetus)
  - Рід Орлан-рибалка (Ichthyophaga)
- Підродина Змієїди (Circaetinae)
  - Рід Змієїд (Circaetus)
  - Рід Конголезький змієїд (Dryotriorchis)
  - Рід Чубатий змієїд (Spilornis)
  - Рід Орел-блазень (Terathopius)
- Підродина ?
  - Рід Орел-самітник (Harpyhaliaetus)

## Цікаві факти
- З роками орлине гніздо збільшується і може сягати 2 м заввишки і важити 1 т.
- Відомі випадки, коли швидкість орла у польоті досягала 130 км/год.
- Білоголовий орлан зображений на лицевій стороні Великої печатки (гербі) США.